# Lu santo jullare Francesco
Lu santo jullare Francesco è un'opera teatrale di Dario Fo.
Narra la vita di san Francesco d'Assisi attraverso storie che lo vedono protagonista in prima persona, e altre storie viste da diversi personaggi elevati a simbolo dell'epoca medievale italiana.
La fonte biografica di queste storie rimanda a "Vita prima" di Tommaso da Celano, la prima biografia della vita del santo, poi censurata dalla successiva Leggenda maggiore di Bonaventura.